# Абрамов, Иван Кириллович
Ива́н Кири́ллович Абра́мов — советский политический деятель, депутат Верховного Совета СССР 1-го созыва (1938—1946).

## Биография
Родился в 1910 году в селе Нюкжа на территории современного Нюкжинского района Забайкальского края. По национальности эвенк. Окончил Институт народов Севера в Ленинграде.
Участник Чрезвычайного VIII Съезда Советов. По состоянию на 1937 год — заместитель председателя Витимо-Олёкминского окрисполкома (Читинская область). Участник Великой Отечественной войны, старший инструктор политотдела по организационной партработе 80-й отдельной морской стрелковой бригады.
Пропал без вести 17 мая 1942 года. По некоторым данным, был освобождён, дальнейшая судьба неизвестна.

### Политическая деятельность
Был избран депутатом Верховного Совета СССР 1-го созыва от Витимо-Олёкминского национального округа в Совет Национальностей в результате выборов 12 декабря 1937 года.